# سودو مرفین
سودومورفین (به انگلیسی: Pseudomorphine) یک ترکیب شیمیایی با شناسه پاب‌کم ۲۳۴۵۷۰ است. 